# 大豊町立おおとよ小学校
大豊町立おおとよ小学校（おおとよちょうりつおおとよしょうがっこう）は、かつて高知県長岡郡大豊町にあった公立小学校である。

## 沿革
- 2014年（平成26年）
  - 不明 - 校歌制定（作詞：村本雅紀、作曲：青島広志） [3]
  - 4月1日 - 大杉小学校、大田口小学校、大豊小学校を統合し、おおとよ小学校を開校。手続き上は大杉小学校の名称変更で、大田口小学校及び大豊小学校は休校となる（大田口小学校は2014年度内に廃校）[4][5]。
- 2015年（平成27年）8月28日 - 学校HP開設[6]
- 2021年（令和4年）
  - 3月31日 - 大豊町立大豊町中学校と統合により閉校
  - 4月1日 - 義務教育学校である大豊町立大豊学園が開校

## 教育目標
大豊を心に刻む教育を通して「かしこく、やさしく、たくましい」子どもを育成する
めざす児童像
- 進んで考え、自ら学ぶ子（かしこい子）
- 心豊かで思いやりのある子（やさしい子）
- 健康で運動を好む子（たくましい子）

## 通学区域
- 大豊町全域

## アクセス
- JR土讃線大杉駅より徒歩15分

## 進学先中学校
- 大豊町立大豊町中学校